# Abborrgölen (Augerums socken, Blekinge)
Abborrgölen är en sjö i Karlskrona kommun i Blekinge och ingår i Lyckebyåns huvudavrinningsområde.